# 公正採用選考人権啓発推進員
公正採用選考人権啓発推進員（こうせいさいようせんこう じんけんけいはつ すいしんいん）は、旧労働省が1977年（昭和52年4月1日）に発出した「企業内同和問題研修推進員の選任について」の通達に基づき部落地名総監購入企業のみならず、地域の代表企業を中心に選任を求めたもので、後に名称を「公正採用選考人権啓発推進員」に改め、日本の厚生労働省職業安定局が、日本国憲法「職業選択の自由」、職業安定法に基づき、一定規模（原則として企業規模100名以上）、或いは人材紹介業、派遣業の事業主に設置を勧奨する推進員の1つ。

## 概要
主に企業の採用選考に際し、出身地や年齢、性別、思想信条等で就職差別を行わないように、企業内で公正な採用が行われるように、制度の創設・維持を担当する。
また、社内での人権教育に努めるものとする。

### 根拠法
- 日本国憲法 - 第22条
- 職業安定法
- 雇用の分野における男女の均等な機会及び待遇の確保等に関する法律（男女雇用機会均等法）

### 設置基準
- 一定数（地域によって異なる）の従業員がいる事業所
- 一定数以下であっても、就職差別を惹起させた事件を起こした事業所
- 人材紹介業者・人材派遣業者

### 選任基準
原則として、従業員規模100名以上（福岡労働局の場合は50名以上であるが、それぞれの地域の実情に合わせて30名以上と定めている労働局もある。）の企業が対象。
制度の創設・維持に権限・責任を持つ必要上、人事担当部長・課長の推進員就任を要請し、異動で変更が生じた場合はその都度届け出る必要がある。

### 研修制度
推進員を対象に、職業安定所等にて研修がある。